# Umbuzeiro (tiểu vùng)
Umbuzeiro là một tiểu vùng thuộc bang Paraíba, Brasil. Tiều vùng này có diện tích 1168 km², dân số năm 2007 là 54505 người.